# 정몽익
정몽익(鄭夢益, 1962년 1월 28일 ~ )은 대한민국의 기업인이며 현재 KCC글라스 회장이다. 서울특별시 출신이다.

## 학력
- 용산고등학교
- 고려대학교 경영학 수료
- 시러큐스 대학교 경영정보시스템학 학사
- 조지 워싱턴 대학교 대학원 국제재정학 석사

## 주요 경력
- 1989년: 금강 입사
- 1994년: 금강 관리본부 본부장, 전무
- 2000년: 금강고려화학 LA사무소장
- 2003년: 금강고려화학 부사장
- 2005년: KCC 대표이사 총괄부사장
- 2005년~2022년
  - 금강레저 대표이사
  - 코리아오토글라스 이사
  - 전주 KCC 이지스 구단주
- 2006년: KCC 대표이사 사장
- 2019년: KCC 수석부회장
- 2020년~현재: KCC글라스 회장

## 수상 경력
- 2010년: 동탑산업훈장
- 2017년: 스포트라이트 어워드 지속가능경영보고서부문 대상[1]

## 가족 관계
부친은 KCC그룹 명예회장 정상영, 친형은 정몽진 KCC 대표이사 회장, 동생은 정몽열 KCC건설 사장이다.